# 小西栄造
小西 栄造（こにし えいぞう、1931年（昭和6年）12月11日 - 2023年（令和5年）3月15日）は、日本の政治家。元茨城県結城市長（3期）。

## 来歴
現在の茨城県結城市出身。栃木県立栃木高等学校卒。小西栄次郎商店に入社し、同社常務を経て、社長となる。商号を「小西」に改称し、社長に留まる。ほか、結城信用金庫理事、結城商工会議所会頭、結城市観光協会会長に就任。
2003年の結城市長選挙に立候補し、初当選。2007年の市長選挙で再選。市長は2011年まで務めた。

## 栄典
- 2003年 - 藍綬褒章[3]